# When the Fire-Bells Rang
When the Fire-Bells Rang è un cortometraggio muto del 1912 diretto da Mack Sennett. Venne prodotto dalla Biograph e distribuito nelle sale l'8 maggio 1912 dalla General Film Company.

## Produzione
Il film fu prodotto dalla Biograph Company.

## Distribuzione
Distribuito dalla General Film Company, il film - un cortometraggio di 150 metri - uscì nelle sale cinematografiche USA l'8 maggio 1912. Nelle proiezioni, veniva programmato con il sistema dello split reel, accorpato in un'unica bobina con un altro cortometraggio prodotto dalla Biograph, la commedia The Furs.
Non si conoscono copie ancora esistenti della pellicola che viene considerata presumibilmente perduta.